# Unterwegs Verlag
Der Unterwegs Verlag (ehemals Unterwegsverlag Klemann) mit Sitz in Singen am Hohentwiel ist ein Kleinverlag, der sich auf die Publikation von deutschsprachigen Reiseführern, Autokennzeichen-Büchern sowie Büchern zu Internaten und Freizeitparks spezialisiert hat.

## Geschichte
Der Verlag wurde 1983 vom deutschen Unternehmer und Gründer von Wetter.com (2000) Manfred Klemann in Singen am Hohentwiel gegründet. Seit 2022 leitet sein Sohn Nico Klemann das Unternehmen, das sich dadurch weiterhin in Familienhand befindet.

## Programm
Das Portfolio konzentrierte sich ursprünglich auf Reiseführer zu weniger frequentierten Destinationen wie Sansibar, umfasst heute aber Reiseziele auf der ganzen Welt. Zu den bekanntesten Veröffentlichungen des Verlags zählt Das große Autokennzeichen Buch, das regelmäßig aktualisiert wird und die Kürzel auf deutschen Nummernschildern erklärt.
Weitere Werke des Verlags sind Der große Internate-Führer mit Informationen zu Internatsschulen in Deutschland, Österreich und der Schweiz, der Freizeitführer für Deutschland, der Freizeitparks und Attraktionen in Deutschland beschreibt sowie der literarische Reiseführer Mit Dante durch Italien. Der Unterwegs Verlag betreibt zudem das Internate-Portal, das online bei der Suche nach passenden Internatsschulen unterstützt, und das Privatklinik-Portal, das über 700 Privatkliniken in Deutschland verzeichnet.

## Publikationen (Auswahl)
- Sabine Heilig, Christina Gottschall: Sansibar. Das komplette Reisehandbuch. 2001, ISBN 3-86112-114-X.
- Matthias Ackeret: Zürich. Der komplette Szene- und Reise-Führer. 2011, ISBN 978-3-86112-266-1.
- Thomas Schlegel, Alex Aabe: Das große Autokennzeichen Buch Wer kommt woher? 2021, ISBN 978-3-86112-355-2.
- Walter Töpner: Zypern Reiseführer. Der komplette Reisebegleiter für Historiker und Inselromantiker. 2024, ISBN 978-3-86112-382-8.
- Monika Küble, Bonnie Mattes: Mit Dante durch Italien. Ein literarischer Reiseführer zu den Orten des großen Dante Alighieri. 2025, ISBN 978-3-86112-376-7.